# Terremoto de Niigata de 1964
El terremoto de Niigata de 1964 ocurrió a las 13:01 hora local del 16 de junio de 1964 con una magnitud de 7,6. El epicentro estuvo en la plataforma continental frente a la costa noroeste de Honshu, Japón, en la prefectura de Niigata, a unos 50 kilómetros al norte de la ciudad de Niigata. El terremoto provocó la licuefacción de gran parte de la ciudad.

## Geología
El lado noroeste de Honshu se encuentra en el margen sureste del Mar de Japón, un área de corteza oceánica creada por un arco posterior que se extiende desde el Oligoceno tardío hasta el Mioceno medio. La tectónica extensional asociada con la expansión formó una serie de fallas extensionales con tendencia norte-sur y cuencas asociadas. Actualmente el área está siendo deformada por la tectónica contraccional, provocando la inversión de estas cuencas anteriores, formando estructuras anticlinales. Se cree que el terremoto ocurrió debido al movimiento inverso en una de estas fallas reactivadas.

## Daños
Hubo 3.534 casas destruidas y otras 11.000 dañadas. Este nivel de daño se explica por la influencia de las malas condiciones del subsuelo. La mayor parte de la parte baja de la ciudad de Niigata está construida sobre depósitos deltaicos recientes de los ríos Shinano y Agano, que consisten principalmente en arena no consolidada. La sacudida durante el terremoto provocó la licuefacción con compactación instantánea y la formación de muchos volcanes de arena. Se encontró que los mapas de áreas de hundimiento y volcanes de arena coincidían estrechamente con los mapas antiguos de la posición de los antiguos canales de los ríos. Se midieron hundimientos de hasta 140 centímetros en amplias áreas asociadas con la licuefacción. En una zona de edificios de apartamentos construidos en terrenos ganados al mar junto al río Shinano, la mayoría de los bloques de apartamentos se inclinaron y uno de ellos se derrumbó por completo. Esto fue a pesar de los niveles relativamente bajos de aceleración del suelo registrados por acelerógrafos de movimiento fuerte colocados en uno de estos edificios.

### Fuego y licuefacción
La ciudad de Niigata, que acababa de recuperarse del Gran Incendio de Niigata de 1955, sufrió daños considerables por el fuego y la licuefacción que resultó del terremoto. Además de los edificios destruidos por la licuefacción en el margen izquierdo del río Shinano, también hubo grandes daños en el margen derecho. La pista del aeropuerto de Niigata estaba cerca del hipocentro y se inundó debido a la licuefacción y al tsunami y se produjo un incendio en el interior del aeropuerto. Lo más devastador fue que las tuberías de un tanque de gasolina propiedad de Showa Shell Sekiyu, ubicado entre el aeropuerto y el puerto, también resultaron dañadas por el temblor. La gasolina del tanque fue llevada a la superficie del mar por el tsunami y el agua subterránea liberada por la licuefacción y se incendió 5 horas después del terremoto. El fuego se propagó a los tanques cercanos e indujo explosiones que alimentaron el fuego, lo que permitió que continuara durante 12 días. El fuego se extendió a las zonas residenciales cercanas dejando 1.407 personas desplazadas. Se dice que este incendio es el peor incendio de un complejo industrial en la historia del país. En ese momento, se dijo que la causa del incendio fue la licuefacción, pero investigaciones posteriores sobre grandes terremotos revelaron que el movimiento del suelo de largo período también jugó un papel.
En el momento del incendio, el nuevo camión de bomberos especialmente diseñado para combatir incendios químicos aún no se había enviado a la ciudad de Niigata. Se envió una solicitud a la Agencia de Gestión de Incendios y Desastres y se enviaron tropas desde la división de Tokio. Existía el peligro de que el fuego se extendiera a un tanque de oxígeno adjunto, pero las tropas de Tokio lograron evitar que se extendiera al tanque, después de una batalla de 20 horas.

### Puente Showa
Se ha analizado en detalle el derrumbe del puente Showa en Niigata. Según los informes de los testigos presenciales, parece que la falla comenzó 70 segundos después del inicio del terremoto, lo que sugiere que el movimiento del suelo no fue el responsable. El movimiento de pilotes debajo de las pilas del puente debido a la expansión lateral causada por la licuefacción, se considera como la causa principal de la falla.

## Características

### Terremoto
El terremoto tuvo una magnitud de 7,6 en la escala de magnitud de momento, pero la profundidad focal relativamente profunda de 34 kilómetros significó que las intensidades percibidas en la costa de Honshu fueron generalmente VIII o menos en la escala de intensidad de Mercalli, en suelo consolidado. El mecanismo focal calculado indica una falla inversa en una falla con buzamiento al oeste con tendencia N20°E. El área de ruptura fue similar al terremoto de Shōnai de 1833 y se superpuso parcialmente.

### Tsunami
La primera ola del tsunami golpeó la ciudad de Niigata aproximadamente 15 minutos después del terremoto. Causó daños por inundaciones en la isla Sado, la isla Awa y tan lejos como las islas Oki en la prefectura de Shimane. La ola alcanzó alturas de 3 metros en el puerto de Ryōtsu, 4 metros en Shiotani y cerca del puerto de Iwafune, y entre 1 y 2 metros en Naoetsu. También se informó que debido al embate que se da en las playas de arena la ola llegó a los 6 metros en algunos lugares. La primera ola fue la más alta en muchos lugares, pero se informó que la tercera fue más alta en otros. Las olas subsiguientes llegaron a intervalos de 20 y 50 minutos. Las inundaciones causadas por el tsunami persistieron en algunas áreas hasta por un mes.

## Vestigios
Debido a la urbanización y modernización en la ciudad de Niigata y sus alrededores, para extraer gas natural soluble en agua del agua subterránea, el bombeo de agua aumentó rápidamente en 1950. Como resultado, el hundimiento de la tierra se convirtió en un problema grave. Desde 1959, debido a las restricciones en la extracción de gas natural y agua subterránea en el área de la ciudad de Niigata, se ha reducido el hundimiento de la tierra a gran escala. Sin embargo, en ese período se observó que el suelo se asentaba en promedio 20 centímetros al año. Este hundimiento de la tierra, la licuefacción en el centro de la ciudad y el tsunami contribuyeron al daño masivo de la inundación durante el terremoto.
El puente Bandai, uno de los puentes de cercanías que cruzan el río Shinano en la ciudad, sobrevivió intacto al terremoto, pero no ileso. Las calles que cruzan bajo el puente a cada lado y corren paralelas al río tienen aproximadamente 1 metro de diferencia en elevación. El puente en sí solo se hundió unos 10 centímetros durante el terremoto, pero junto con el hundimiento del terreno antes mencionado, se ha hundido un total de 1,2 metros.
En junio de 1966 se promulgaron nuevas leyes sobre seguros contra terremotos en respuesta a este terremoto.